# 시니앙가주

시니앙가 주의 위치

시니앙가주(Shinyanga)는 탄자니아 북부에 위치한 주로, 주도는 시니앙가이며 인구는 2,796,630명(2002년 기준)이다. 북쪽으로는 므완자 주와 마라 주, 카게라 주, 남쪽으로는 타보라 주와 인접해 있으며 서쪽으로는 키고마 주, 남동쪽으로는 싱기다 주, 동쪽으로는 아루샤 주, 마냐라 주와 인접해 있다.